# 電獣〜アニマル・マグネティズム
電獣〜アニマル・マグネティズム（でんじゅう- Animal Magnetism）は、ドイツのハードロックバンドスコーピオンズの7枚目のスタジオアルバム。

## 収録曲
サイド 1
1. メイク・イット・リアル - "Make It Real"
  - 作詞：ハーマン・ラレベル / 作曲：ルドルフ・シェンカー
2. 密約の証 - "Don't Make No Promises (Your Body Can't Keep)"
  - 作詞：ハーマン・ラレベル / 作曲：マティアス・ヤプス
3. ホールド・ミー・タイト - "Hold Me Tight"
  - 作詞：クラウス・マイネ、ハーマン・ラレベル / 作曲：ルドルフ・シェンカー
4. 20世紀ジャングル - "Twentieth Century Man"
  - 作詞：クラウス・マイネ / 作曲：ルドルフ・シェンカー
5. レディ・スターライト - "Lady Starlight"
  - 作詞：クラウス・マイネ / 作曲：ルドルフ・シェンカー

サイド 2
1. フォーリング・イン・ラヴ - "Falling In Love"
  - 作詞・作曲：ハーマン・ラレベル
2. 蠍の紋章 - "Only A Man"
  - 作詞：クラウス・マイネ、ハーマン・ラレベル / 作曲：ルドルフ・シェンカー
3. ZOO (背徳の街角) - "The Zoo"
  - 作詞：クラウス・マイネ / 作曲：ルドルフ・シェンカー
4. アニマル・マグネティズム - "Animal Magnetism"
  - 作詞：クラウス・マイネ、ハーマン・ラレベル / 作曲：ルドルフ・シェンカー

2001年リマスター盤ボーナストラック
1. ヘイ・ユー - "Hey You" (Rare Single)
  - 作詞：クラウス・マイネ、ハーマン・ラレベル / 作曲：ルドルフ・シェンカー

2015年リマスター盤ボーナストラック
1. ヘイ・ユー - "Hey You"
2. アニマル・マグネティズム（デモ） - "Animal Magnetism" (demo version, previously unreleased)
3. アメリカン・ガールズ（デモ） - "American Girls" (demo song# previously unreleased)
4. ゲット・ユア・ラヴ（「ヒーローズ・ドント・クライ」デモ音源）- "Get Your Love" (demo version of "Heroes Don't Cry", previously unreleased)
5. レストレス・マン（「20世紀ジャングル」デモ音源）- "Restless Man" (demo version of "Twentieth Century Man", previously unreleased)
6. オール・ナイト・ロング（デモ） - "All Night Long" (demo song, previously unreleased)